# Бонк, Кристиан
Кристиа́н Бонк (пол. Krystian Bąk, 20 сентября 1956, Семяновице-Cлёнске, Польша) — польский хоккеист (хоккей на траве), защитник и полузащитник.

## Биография
Кристиан Бонк родился 20 сентября 1956 года в польском городе Семяновице-Cлёнске.
Окончил механический техникум в Семяновице-Cлёнске по специальности техника-механика.
В 1970—1988 годах играл в хоккей на траве за «Семяновичанку» из Семяновице-Cлёнске, шесть раз в её составе становился чемпионом Польши по индорхоккею (1977—1978, 1980, 1983—1985), был обладателем Кубка страны (1975). В 1990—1992 годах играл в Германии за команду из Майнца.
В 1980 году вошёл в состав сборной Польши по хоккею на траве на летних Олимпийских играх в Москве, занявшей 4-е место. Играл на позиции нападающего, провёл 5 матчей, забил 1 мяч в ворота сборной Кубы.
Участвовал в чемпионатах мира 1975 и 1978 годов, в чемпионатах Европы 1974 и 1978 годов.
В 1974—1988 годах провёл за сборную Польши 101 матч, забил 18 мячей. Отличался техничной игрой, удачно действовал и в обороне, и в атаке.
Мастер спорта Польши.
Живёт в немецком городе Майнц.

## Семья
Отец — Рудольф Бонк, мать — Стефания Шульц.
Жена — Гражина. Имеют двух детей — сына Михала и дочь Кристину, которая играла в хоккей на траве.